# Pallanuoto ai campionati mondiali di nuoto 2007
I Campionati mondiali di pallanuoto 2007 si sono disputati dal 19 marzo al 1º aprile 2007 a Melbourne (Australia), negli impianti del Melbourne Sports and Aquatics Centre.

## Calendario
|                                             | Torneo maschile    | Torneo femminile   |
| ------------------------------------------- | ------------------ | ------------------ |
| Fase preliminare                            | 20 - 22 - 24 marzo | 19 - 21 - 23 marzo |
| Play-off; Semifinali 13/16                  | 26 marzo           | 25 marzo           |
| Quarti; Semifinali 9/12; Finali 13-15       | 28 marzo           | 27 marzo           |
| Semifinali 1/4; Semifinali 5/8; Finali 9-13 | 30 marzo           | 29 marzo           |
| Finali medaglie; Finali 5-7                 | 1º aprile          | 30 marzo           |

## Podi

### Uomini
| Evento                         | Oro | Argento | Bronzo |
| Pallanuoto maschile (dettagli) | Croazia Frano Vićan Damir Burić Andro Bušlje Zdeslav Vrdoljak Aljosa Kunać Maro Joković Mile Smodlaka Teo Đogaš Pavo Marković Samir Barać Igor Hinić Miho Bošković Josip Pavić | Ungheria Zoltán Szécsi Dániel Varga Norbert Madaras Dénes Varga Tamás Kásás Marton Szivós Gergely Kiss Tibor Benedek Rajmund Fodor Péter Biros Gábor Kis Tamás Molnár Viktor Nagy | Spagna Iñaki Aguilar Mario García David Martin Ricardo Perrone Guillermo Molina Marc Minguell Ivan Gallego Svilen Piralkov Xavier Valles Felipe Perrone Iván Pérez Xavier García Ángel Andreo |

### Donne
| Evento                          | Oro | Argento | Bronzo |
| Pallanuoto femminile (dettagli) | Stati Uniti Elizabeth Armstrong Heather Petri Ericka Lorenz Brenda Villa Lauren Wenger Natalie Golda Patricia Cordenas Brittany Hayes Elsie Windes Alison Gregorka Moriah Van Norman Kameryn Craig Jaime Hipp | Australia Emma Knox Gemma Beadsworth Nikita Cuffe Rebecca Rippon Suzannah Fraser Gemma Hadley Taniele Gofers Kate Gynther Bronwen Knox Mia Santromito Melissa Rippon Amy Hetzel Alicia Mc Cormack | Russia Valentina Vorontsova Natalia Shepelina Ekaterina Zubacheva Sof'ja Konuch Alena Vylegzhanina Nadezda Glyzina Pantjulina Evgenija Soboleva Natalia Ryzhova-Alenicheva Olga Fomicheva Elena Smurova Anastasia Zubkova Maria Kovtunovskaya |